# Катт, Джон

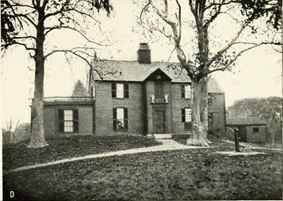
Вдова Джона Катта, Урсула, построила дом на семейной ферме между 1681 и 1865 гг.

Джон Катт (англ. John Cutt, 1613 – 5 апреля 1681), первый президент провинции Нью-Гэмпшир.

## Биография
Джон Катт родился в Уэльсе, Англия, эмигрировал в английские колонии на американском побережье в 1646 году и стал успешным торговцем и собственником мукомольного производства в Портсмуте, Нью-Хэмпшир. Он был женат на Хэннан Старр, дочери основателя Гарварда, доктора Комфорт Старра, хирурга, эмигрировавшего из Эшфорда, Кент, Англия.
1 января 1680 Джон Катт стал первым президентом королевской провинции Нью-Хэмпшир, когда Нью-Хэмпшир был впервые отделён от Колонии Массачусетского залива.
Катт также являлся главой Королевского провинциального совета. Ранняя копия документа о назначении Катта и провинциального совета сохраняется штатом Нью-Хэмпшир.
Вскоре после его назначения он заболел. 1 марта 1681 года провинциальный совет и Генеральная Ассамблея объявила 17 марта 1681 года "Днём общественного поста и молитвы".
Совет и Ассамблея верили что болезнь Катта и комета, видимая незадолго в небе, были знаками "божественного неудовольствия".  День общественного поста и молитвы был неудачным и 5 апреля 1681 года Джон Катт умер.
После его кончины Ричард Уолдрон был назван исполняющим обязанности Президента.

## Семья
Джона Катта в пути из Уэльса в Портсмут сопровождали два брата, Ричард и Роберт. Одним из потомков брата Роберта был достопочтенный Хэмпден Каттс (в последующих поколениях семья обозначала себя дополнительной буквой "с") живший в Северном Хартленде, штат Вермонт. Хэмпдэн Каттс женился на Мари Пепперелл Спархок Джарвис, дочери Уильяма Джарвиса из Вэтершилда, Вермонд, человека который завез в Америку мериносовых овец. Жена Роберта Катта Мари Джарвис сама была потомком Джона Катта через её отца.